# Yaleova univerzita

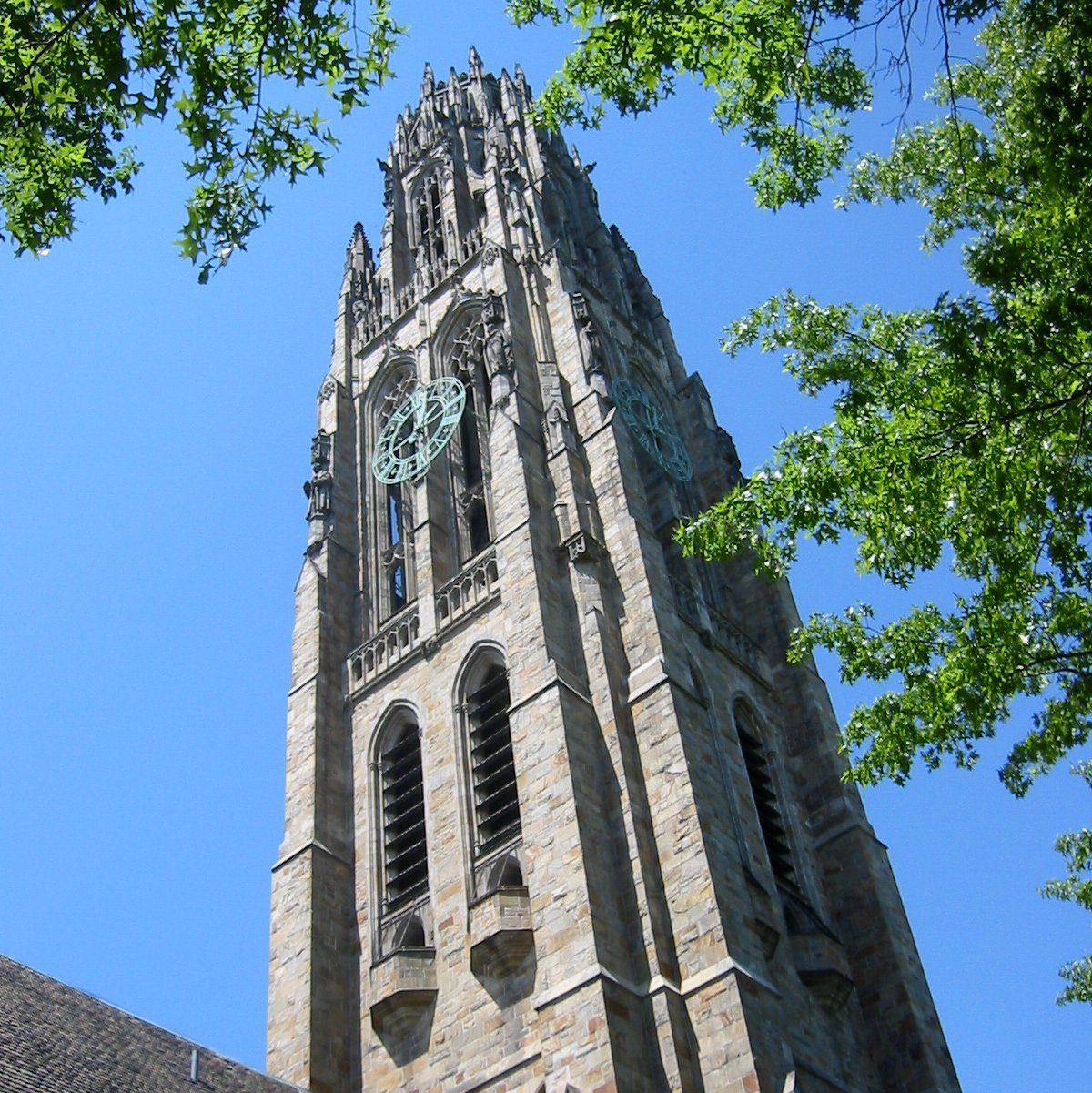
Harknesská věž

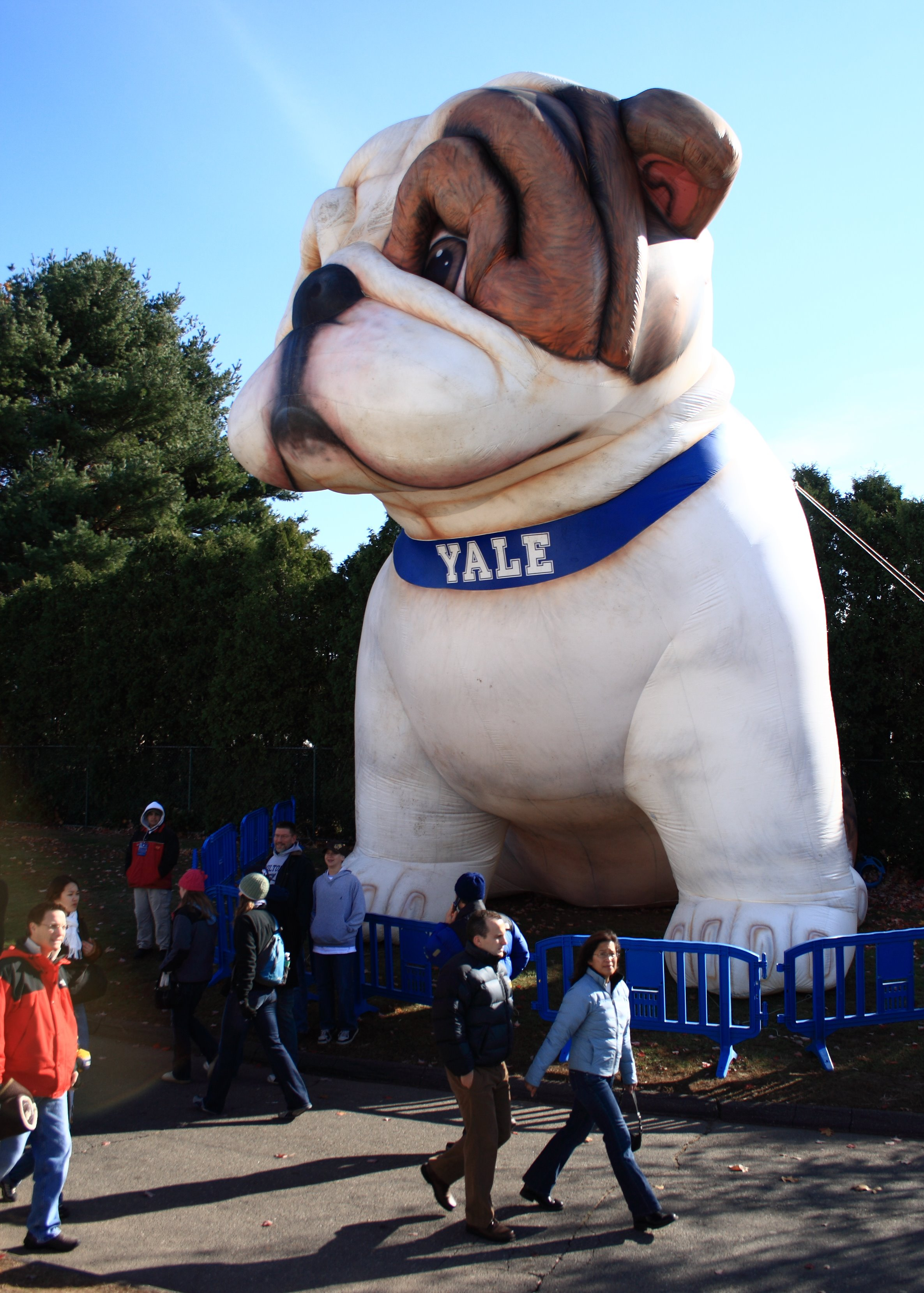
Nafukovací maskot (Handsome Dan)

Yaleova univerzita [jejl] (anglicky Yale University) je soukromá univerzita v New Havenu v americkém státě Connecticut. Je členem Ivy League a patří k nejznámějším univerzitám ve Spojených státech. Maskotem školy je anglický buldok jménem „Handsome Dan“, tradiční barvou je modrá (Yale blue).

## Historie
Yaleova univerzita byla založena 9. října 1701 a je třetí nejstarší institucí vysokoškolského vzdělávání ve Spojených státech. Škola nese od roku 1887 jméno svého prvního mecenáše Elihu Yalea, který jí v roce 1716 daroval významný finanční obnos a množství knih; hovorově bývá též označována jako „Starý Eli“ (anglicky „Old Eli“).
V rámci právnické fakulty univerzity (Yale Law School) působí jedna z nejstarších právních klinik na světě, založená již v 10. letech 20. století.

## Současnost
Současným rektorem univerzity je Peter Salovey, který funkci vykonává od roku 2013.
Univerzita má 2 300 zaměstnanců a 11 390 studentů. Její kampus zabírá plochu 1,1 km².
V současnosti patří Yale mezi nejvýběrovější univerzity na světě. Každý rok se podíl přijatých studentů ke všem uchazečům pohybuje okolo 7 %. Pro ročník s ukončením studia roku 2018 bylo přijato 1 935 studentů z celkových 30 932 uchazečů. Na druhé straně poskytuje jedny z nejlepších stipendií a je jednou z mála škol, které při přijímacím řízení neberou ohled na sociální postavení uchazeče (tzv. „need-blind admission“).
Většina studentů žije v rezidenčních kolejích přímo v kampusu. Kolejí je 12 a většinou mají své jméno podle známého absolventa, nebo podle důležitého místa či člověka v univerzitní historii. V roce 2017 budou otevřeny dvě nové rezidenční koleje.
Na Yale také vznikl mýty opředený spolek Skull and Bones (v překladu Lebka a hnáty), do kterého údajně patřily nebo i nadále patří některé významné osobnosti, včetně některých bývalých prezidentů USA (např. George W. Bush).
Velkou roli pro studenty mají také mimoškolní aktivity. Ať je to sport, hraní v hudebním souboru nebo třeba i zahradničení. Na Yale existuje 35 sportovních družstev (nazývají se Yale Bulldogs), které hrají v I. divizi NCAA. Zároveň jsou členy konference Ivy League.
V červenci 2025 byla Yaleova univerzita označena Ruskem jako nežádoucí kvůli jejím aktivitám proti ruskému režimu.

## Yale versus Harvard
Po většinu své historie jsou Yale a Harvardova univerzita téměř ve všem soupeři, nejenom ve vzdělávání, ale také ve veslování či ve fotbale. Každý rok se hraje utkání, The Game, kde proti sobě nastoupí týmy amerického fotbalu. Tato událost je velice populární a prestižní. Další prestižní událostí je Harvard-Yale Regatta (nebo také Harvard-Yale Boat Race), což je veslařský závod mezi těmito univerzitami. Tento závod se (s výjimkou I. a II. světové války) jezdí každoročně už od roku 1859. Je to nejstarší americké univerzitní sportovní klání.

## Významné osobnosti

### Absolventi
- George Akerlof, nositel Nobelovy ceny za ekonomii 2001
- Joseph Allen, astronaut
- Jennifer Beals, herečka
- Hiram Bingham, americký cestovatel
- Sherrod Brown, americký politik a senátor
- George H. W. Bush, americký politik, 41. prezident USA
- George W. Bush, americký politik, 43. prezident USA
- David Bushnell, americký vynálezce
- John C. Calhoun, americký politik, 7. viceprezident USA
- Karl Carstens, německý politik, 5. prezident Německa
- Bill Clinton – americký politik, 42. prezident USA
- Hillary Clintonová – americká politička a bývalá první dáma a americká senátorka
- James Fenimore Cooper, americký spisovatel
- Raymond Davis Jr., nositel Nobelovy ceny za fyziku 2002
- W. Edwards Deming, americký statistik
- David Duchovny, americký herec
- Jonathan Edwards, severoamerický evangelikální teolog a filozof
- John Franklin Enders, nositel Nobelovy ceny za fyziologii a medicínu 1954
- John Fenn, nositel Nobelovy ceny za chemii 2002
- Gerald Ford, 38. prezident USA
- Jodie Foster, americká herečka, režisérka a producentka
- Norman Foster, britský architekt a designér
- Murray Gell-Mann, nositel Nobelovy ceny za fyziku 1969
- Josiah Willard Gibbs, matematik, teoretický fyzik a chemik
- Alfred G. Gilman, nositel Nobelovy ceny za fyziologii a medicínu 1994
- Paul Hindemith, německý hudební skladatel, houslista, učitel, hudební teoretik a dirigent
- Grace Hopperová, americká počítačová vědkyně a úřednice námořnictva Spojených států
- Sarah Hughes, americká krasobruslařka
- Dick Cheney, americký politik, 46. viceprezident USA
- Charles Ives, americký hudební skladatel
- Elia Kazan, americký herec, spisovatel, scenárista, divadelní a filmový režisér řeckého původu
- John Kerry, americký politik a senátor
- Paul Krugman, nositel Nobelovy ceny za ekonomii 2008
- Ernest Orlando Lawrence, nositel Nobelovy ceny za fyziku 1939
- Joshua Lederberg, nositel Nobelovy ceny za fyziologii a medicínu 1958
- David Morris Lee, nositel Nobelovy ceny za fyziku 1996
- Sinclair Lewis, nositel Nobelovy ceny za literaturu 1930
- Jonathan Littell, americký spisovatel
- Gary Locke, americký politik
- Alvin Lucier, americký skladatel a hudební experimentátor
- Paul B. MacCready, americký letecký inženýr
- Frances McDormandová, americká herečka
- Jordan Mechner, tvůrce her, herní designér a režisér
- Samuel F. B. Morse, americký vynálezce morseovy abecedy, sochař a malíř portrétů a historických scén
- Clarence Nelson, astronaut
- Paul Newman, americký herec a režisér
- Alessandro Nivola, americký herec
- Lewis Nixon, důstojník
- Edward Norton, americký herec, producent, scenárista a režisér
- Harry Nyquist, významný americký informatik a fyzik švédského původu
- Lars Onsager, nositel Nobelovy ceny za chemii 1968
- John Ousterhout, původní autor skriptovacího programovacího jazyka Tcl a platformně nezávislého grafického toolkitu Tk
- George Pataki, americký právník a politik, který byl od roku 1995 do roku 2006 guvernérem státu New York
- Edmund S. Phelps, nositel Nobelovy ceny za ekonomii 2006
- Bronson Pinchot, americký herec
- Cole Porter, americký hudební skladatel a textař
- Pras, haitsko-americký rapper, herec, filmový producent
- Dickinson W. Richards, nositel Nobelovy ceny za fyziologii a medicínu 1956
- Mike Richter, americký hokejista
- Ronald L. Rivest, odborník v oblasti kryptografie
- Mark Rothko, americký malíř ruského původu
- Richard Serra, americký umělec a sochař
- Tony Shalhoub, americký herec
- Sargent Shriver, americký demokratický politik a aktivista
- Benjamin Spock, americký pediatr
- Oliver Stone, americký režisér a scenárista
- Meryl Streepová, americká herečka
- William Howard Taft, 27. prezident USA
- William Vickrey, nositel Nobelovy ceny za ekonomii 1996
- Viktorie Švédská, nástupkyně švédského trůnu – švédská korunní princezna
- Sigourney Weaver, americká herečka
- Noah Webster, americký lexikograf, autor učebnic, reformátor anglického pravopisu a politický spisovatel
- George Hoyt Whipple, nositel Nobelovy ceny za fyziologii a medicínu 1934
- Eric F. Wieschaus, nositel Nobelovy ceny za fyziologii a medicínu 1995
- Thornton Wilder, spisovatel a dramatik, trojnásobný nositel Pulitzerovy ceny
- Naomi Wolfová, americká spisovatelka, intelektuálka a politická konzultantka
- Bob Woodward, americký novinář a spisovatel
- Fareed Zakaria, americký spisovatel a žurnalista indického původu

### Profesoři
- Sidney Altman, nositel Nobelovy ceny za chemii, 1989
- Harry J. Benda, indonesista československého původu (1919–1971), působil na Yaleu v letech 1959–1971
- Gregory Crewdson, americký fotograf
- Gérard Debreu, nositel Nobelovy ceny za ekonomii, 1983
- Jacques Derrida, francouzský filozof považovaný za zakladatele dekonstrukce
- Jacques Gauthier, paleontolog zabývající se obratlovci a systematik
- Tjalling Koopmans, nositel Nobelovy ceny za ekonomii, 1975
- Wangari Maathai, nositelka Nobelovy ceny za mír, 2004
- Bronisław Malinowski, polský a britský antropolog, sociolog a etnograf
- Paul de Man, literární kritik a teoretik
- Benoît Mandelbrot, francouzský matematik a zakladatel fraktální geometrie
- Erwin Neher, nositel Nobelovy cena za fyziologii a medicínu, 1991
- George Emil Palade, nositel Nobelovy ceny za fyziologii a medicínu, 1974
- Caryl Phillips, profesor britské literatury
- Eduard Prokosch, český a rakousko-uherský jazykovědec
- Thomas A. Steitz, nositel Nobelovy ceny za chemii, 2009
- Edward Lawrie Tatum, nositel Nobelovy ceny za fyziologii a medicínu, 1958
- James Tobin, americký ekonom, nositel Nobelovy ceny za ekonomii z roku 1981